# Jaume Barrachina Navarro
Jaume Barrachina Navarro   (Barcelona, 1951 - Barcelona, 20 d'octubre de 2020) fou un historiador de l'art.
Barrachina era llicenciat en Història de l'art per la Universitat Autònoma de Barcelona (1975). Fou Conservador i Director del Museu del Castell de Peralada i del patrimoni cultural del castell des de 1975. A més, fou autor de diversos llibres i articles centrats especialment en les arts decoratives i el mediavalisme.
Fou responsable de l'inventari de les obres d'art del Castell de Peralada entre 1975 i 1977 i del pla museològic del Museu Monogràfic del Castell Vell de Llinars, jaciment que ja havia estudiat en profunditat i que va presentar com a tesi de grau. Va ser l'organitzador del X Congrés de l'Associació Internacional de la Història del Vidre (1985) i l'editor de la versió espanyola de la col·lecció El mundo de las antigüedades, a més de ser col·laborador i articulista de revistes artístiques com ara Estudios Pro-Arte, De Museus o del Butlletí del Museu Nacional d'Art de Catalunya, entre moltes altres.

## Obra
- Llibre de l'art de cuynar: primera edició d'un manuscrit gironí de l'any 1787 / fra Sever d'Olot; presentació i edició a cura de Jaume Barrachina. [Perelada] : Biblioteca del Palau de Perelada, 1982.
- El Castell de Llinars del Vallès: un casal noble a la Catalunya del segle XV. [Barcelona] : Abadia de Montserrat, 1983.
- Peralada: guia del visitant. Peralada : Ajuntament de Peralada, 1998
- La Col·lecció somiada: escultura medieval a les col·leccions catalanes [catàleg de l'exposició]. Barcelona : Museu Frederic Marés, 2002
- Els Comtes de Peralada-Mallorca [catàleg de l'exposició]. Peralada : Associació Cultural Castell de Peralada : Arxiu del Regne de Mallorca, 2012
- Damià Mateu i Bisa (1864 – 1935): empresari, promotor i col·leccionista, Peralada : Associació Cultural Castell de Peralada, 2014.[4]